# Smučarski teki na Zimskih olimpijskih igrah 1980
Smučarski teki na Zimskih olimpijskih igrah 1980.

## Dobitniki medalj

### Moški
| Tekma           | Zlato                                                                                    | Srebro                                                                  | Bron                                                                         |
| 15 km           | Thomas Wassberg                                                                          | Juha Mieto                                                              | Ove Aunli                                                                    |
| 30 km           | Nikolaj Zimjatov                                                                         | Vasilij Ročev                                                           | Ivan Lebanov                                                                 |
| 50 km           | Nikolaj Zimjatov                                                                         | Juha Mieto                                                              | Aleksander Zavjalov                                                          |
| 4×10 km štafeta | Sovjetska zveza · Vasilij Ročev · Nikolaj Bažukov · Jevgenij Beljajev · Nikolaj Zimjatov | Norveška · Lars Erik Eriksen · Per Knut Aaland · Ove Aunli · Oddvar Brå | Finska · Harri Kirvesniemi · Pertti Teurajärvi · Matti Pitkänen · Juha Mieto |

### Ženske
| Tekma          | Zlato                                                                                | Srebro                                                                             | Bron                                                                 |
| 5 km           | Raisa Smetanina                                                                      | Hilkka Riihivuori                                                                  | Květa Jeriová                                                        |
| 10 km          | Barbara Petzold                                                                      | Hilkka Riihivuori                                                                  | Helena Takalo                                                        |
| 4×5 km štafeta | Vzhodna Nemčija · Marlies Rostock · Carola Anding · Veronika Hesse · Barbara Petzold | Sovjetska zveza · Nina Fjodorova · Nina Ročeva · Galina Kulakova · Raisa Smetanina | Norveška · Britt Pettersen · Anette Bøe · Marit Myrmæl · Berit Aunli |